# Bandiere degli stati federati della Germania
Tutti gli stati tedeschi hanno una Landesflagge (bandiera dello stato, a volte nota come bandiera civile), che può essere utilizzata da chiunque. Alcuni stati ne hanno un'altra variante, spesso raffigurante lo stemma dello stato, chiamata Dienstflagge (bandiera di servizio o bandiera governativa, a volte nota come bandiera di stato), normalmente riservata agli uffici governativi ufficiali. Oltre a queste bandiere, in alcuni stati esistono varianti riservate esclusivamente al senato statale o alle navi gestite dallo stato. In alcuni casi, esistono bandiere specifiche per funzionari di alto rango, utilizzate principalmente come bandiere per auto. Spesso, le bandiere sono utilizzate in varianti verticali.

## Bandiere di stato attuale
| Bandiera civile | Bandiera statale | Divisione amministrativa | Divisione amministrativa         | Anno di adozione                                                                         | Descrizione                                     |
| --------------- | ---------------- | ------------------------ | -------------------------------- | ---------------------------------------------------------------------------------------- | ----------------------------------------------- |
|                 |                  |                          | Amburgo                          | Bandiera civile 1751–presente; bandiera statale introdotta nel 1897, confermata nel 1952 | Bandiera di Amburgo                             |
|                 |                  |                          | Assia                            | 1949–attuale                                                                             | Bandiera dell'Assia                             |
|                 |                  |                          | Baden-Württemberg                | 1954–attuale                                                                             | Bandiera del Baden-Württemberg                  |
|                 |                  |                          | Bassa Sassonia                   | 1951–attuale                                                                             | Bandiera della Bassa Sassonia                   |
|                 |                  |                          | Baviera                          | 1949–attuale                                                                             | Bandiera della Baviera                          |
|                 |                  |                          | Berlino                          | 1954–attuale                                                                             | Bandiera di Berlino                             |
|                 |                  |                          | Brandeburgo                      | 1991–attuale                                                                             | Bandiera del Brandeburgo                        |
|                 |                  |                          | Brema                            | 1952–attuale                                                                             | Bandiera di Brema                               |
|                 |                  |                          | Meclemburgo-Pomerania Anteriore  | 1991–attuale                                                                             | Bandiera del Meclemburgo-Pomerania Anteriore    |
|                 |                  |                          | Renania-Palatinato               | 1948–attuale                                                                             | Bandiera della Renania-Palatinato               |
|                 |                  |                          | Renania Settentrionale-Vestfalia | 1953–attuale                                                                             | Bandiera della Renania Settentrionale-Vestfalia |
|                 |                  |                          | Saarland                         | 1957–attuale                                                                             | Bandiera della Saarland                         |
|                 |                  |                          | Sassonia                         | 1991–attuale                                                                             | Bandiera della Sassonia                         |
|                 |                  |                          | Sassonia-Anhalt                  | 1991–attuale                                                                             | Bandiera della Sassonia-Anhalt                  |
|                 |                  |                          | Schleswig-Holstein               | 1948–attuale                                                                             | Bandiera dello Schleswig-Holstein               |
|                 |                  |                          | Turingia                         | 1991–attuale                                                                             | Bandiera della Turingia                         |

## Bandiere storiche

### Repubblica Federale Tedesca
| Bandiera | Divisione amministrativa | Divisione amministrativa | Anno di adozione | Descrizione        |
| -------- | ------------------------ | ------------------------ | ---------------- | ------------------ |
|          |                          | Baden del Sud            | 1945–1952        | Bandiera del Baden |
|          |                          | Württemberg-Baden        | 1945–1952        |                    |
|          |                          | Württemberg-Hohenzollern | 1945–1952        |                    |

### Repubblica Democratica Tedesca
| Bandiera | Divisione amministrativa | Divisione amministrativa | Anno di adozione | Descrizione                    |
| -------- | ------------------------ | ------------------------ | ---------------- | ------------------------------ |
|          |                          | Berlino Est              | 1956–1990        | Bandiera di Berlino            |
|          |                          | Brandeburgo              | 1945–1952        | Bandiera del Brandeburgo       |
|          |                          | Meclemburgo              | 1945–1952        | Bandiera del Meclemburgo       |
|          |                          | Sassonia-Anhalt          | 1945–1952        | Bandiera della Sassonia-Anhalt |

### Grande Reich tedesco
| Bandiera | Divisione amministrativa | Divisione amministrativa | Adottato  | Descrizione             |
| -------- | ------------------------ | ------------------------ | --------- | ----------------------- |
|          |                          | Gau Sassonia             | 1933-1945 |                         |
|          |                          | Stato Libero di Prussia  | 1933–1935 | Bandiera della Prussia  |
|          |                          | Stato Libero di Turingia | 1933–1935 | Bandiera della Turingia |

## Bandiere delle minoranze

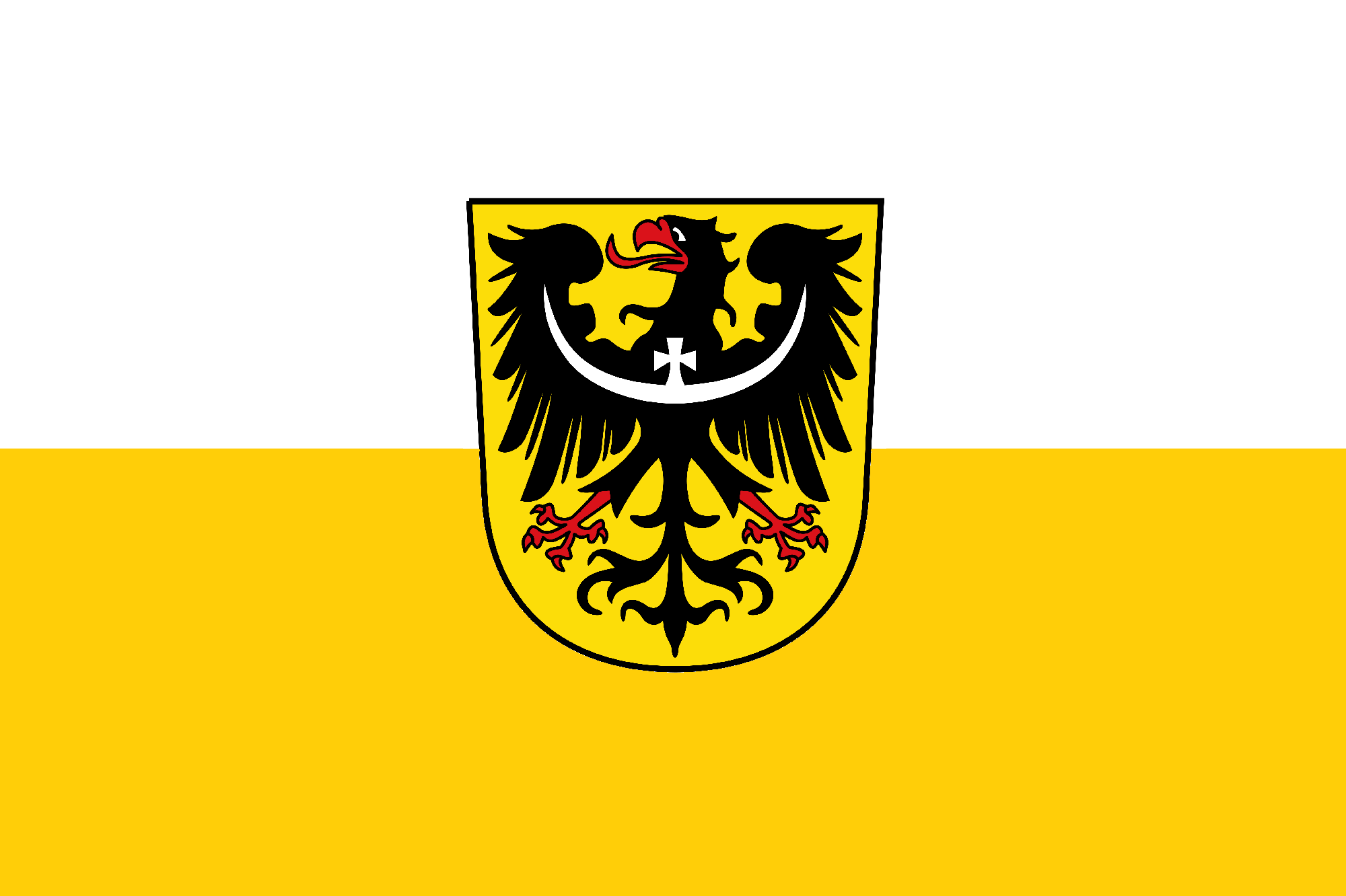
Slesiani (con aquila)
Slesiani (Sassonia)
Sorabi (Sassonia)